# Désiré Doué
Désiré Nonka-Maho Doué, ou simplesmente Désiré Doué (Angers, 3 de junho de 2005) é um futebolista francês que atua como ponta. Atualmente joga no Paris Saint-Germain.
Ele é amplamente considerado um dos jogadores mais talentosos do futebol europeu.

## Carreira

### Rennes
Doué começou a jogar futebol na base do Rennes aos cinco anos de idade, em 2011. Com 11 anos Doué quase desistiu de jogar futebol, quando o então treinador o colocou para jogar na defesa. Ele começou sua carreira profissional com os reservas em 2021 e começou a treinar com a equipe principal em fevereiro de 2022, chamado pelo treinador Bruno Génésio. Em 14 de abril de 2022, assinou seu primeiro contrato profissional até 2024.

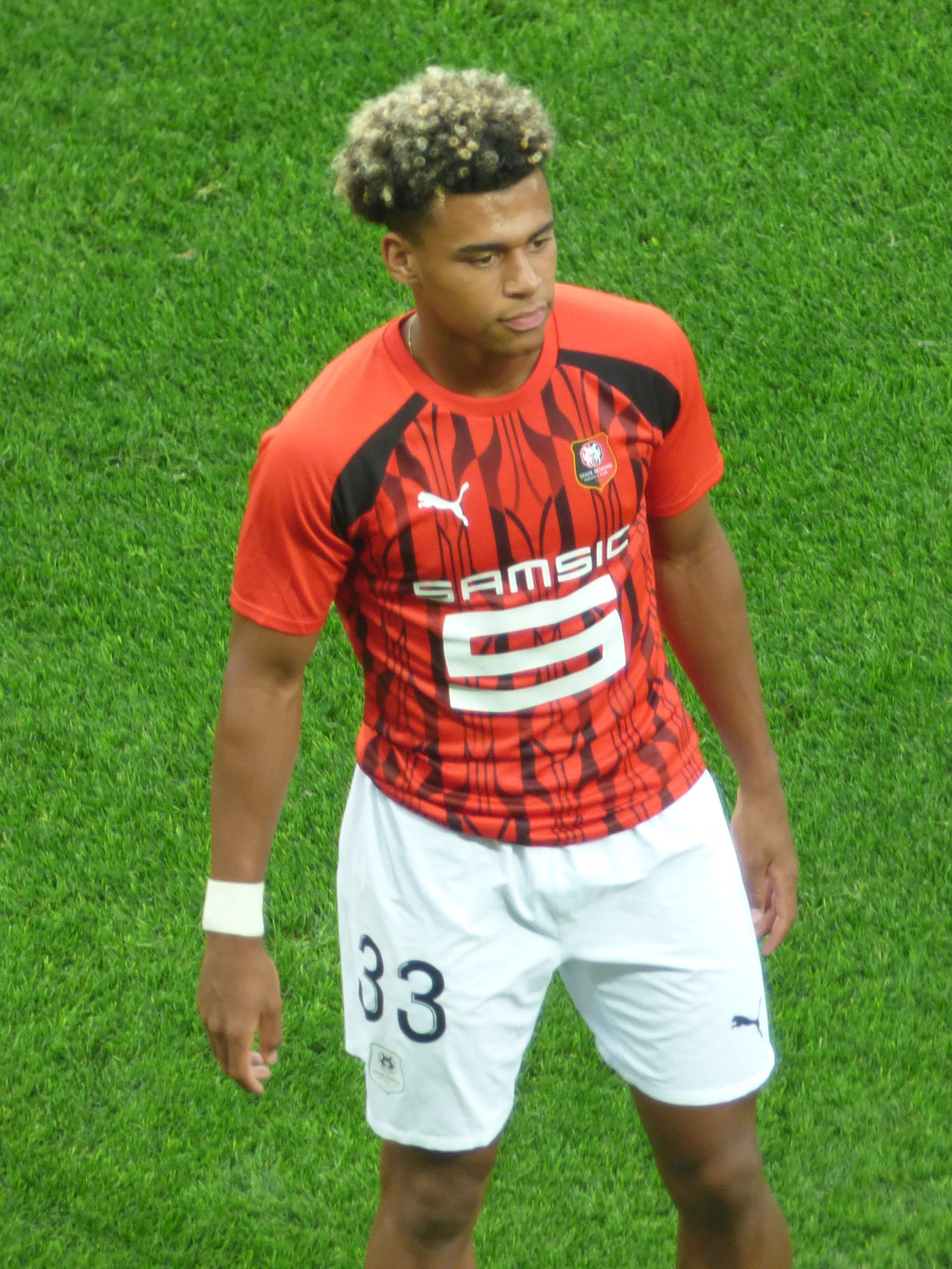
Doué pelo em 2023

Integrado ao elenco profissional no verão de 2022, fez sua estreia profissional no dia 7 de agosto de 2022, como reserva na derrota por 1 a 0 na Ligue 1 em casa contra o Lorient, entrando no lugar de Flavien Tait aos 28 minutos do segundo tempo. Em 31 de agosto, ele marcou seu primeiro gol profissional na vitória por 3 a 1 em casa sobre o Brest, nos acréscimos do segundo tempo, tornando-se o primeiro jogador nascido em 2005 a marcar em qualquer uma das cinco principais ligas europeias. Em 6 de outubro, Doué marcou seu primeiro gol europeu na vitória do Rennes aos 44 minutos do segundo tempo na vitória em casa por 2 a 1 na Liga Europa da UEFA sobre o Dínamo de Kiev, tornando-se o francês mais jovem a marcar um gol em competições europeias, aos 17 anos, 4 meses e 3 dias. Em 9 de outubro, Doué marcou um meio-voleio brilhante no Derby Breton contra o Nantes, selando uma vitória por 3 a 0 em menos de 60 segundos, após entrar no jogo aos 38 minutos do segundo tempo. Em 2 de novembro, Doué prorrogou este contrato com o Rennes por mais um ano, até 2025.
Em 9 de abril de 2023, Doué foi substituído nos minutos finais da derrota por 3 a 1 contra o Lyon, após ter entrado no jogo 18 minutos antes. O técnico do Rennes, Bruno Génésio, criticou o jogador nos comentários pós-jogo, mas também o encorajou: "Isso não significa que não tenha muita confiança nele e que ele não conseguirá fazer uma grande carreira, mas alguns as coisas precisam ser compreendidas mais rapidamente".
No dia 1 de outubro de 2023, Doué marcou seu primeiro gol na temporada 2023-24 da Ligue 1 na vitória por 3-1 sobre o Nantes. Em 26 de janeiro de 2024, contra o Lyon, ele deu assistência ao primeiro gol do Rennes, de Martin Terrier, e marcou o segundo na vitória por 3 a 2, jogando como ala esquerdo.

### Paris Saint-Germain

#### 2024–25
Em 17 de agosto de 2024, Doué assinou com o Paris Saint-Germain, clube da Ligue 1, em uma transferência no valor de € 50 milhões. O contrato que Doué assinou é válido até 2029. Ao assinar com o PSG, rejeitou a oferta do Bayern de Munique e do Chelsea.
Doué fez sua estreia pelo PSG no dia 23 de agosto de 2024, sendo chamado aos 17 minutos do segundo tempo por Luis Enrique na vitória por 6x0 contra o Montpellier, no Parc des Princes, válido pela segunda rodada da Ligue 1. No dia 1º de setembro, na vitória contra o Lille, Doué deu sua primeira assistência pelo clube parisiense, colocando a bola na cabeça de Randal Kolo Muani.
No dia 18 de setembro de 2024, Doué estreou na Liga dos Campeões da UEFA de 2024–25, na vitória contra o Girona, entrando aos dezoito minutos do segundo tempo, no lugar de Bradley Barcola. Seu desempenho não foi considerado bom, com o jornal L'Equipe chamando sua exibição de "preocupante". No dia 1º de outubro, Doué fez sua primeira partida como titular na competição, no lugar de Ousmane Dembélé, na derrota para o Arsenal. Em 10 de dezembro, Doué marcou seu primeiro gol na Liga dos Campeões, contra o Red Bull Salzburg. No dia 15 de dezembro, ele recebeu seu primeiro prêmio de melhor em campo na Ligue 1 como jogador do PSG por seu desempenho na vitória em casa por 3 a 1 contra o Lyon, onde deu assistência para o gol de abertura de Ousmane Dembélé e sofreu um pênalti no segundo tempo, que foi convertido por Vitinha.
Em janeiro de 2025, Doué conquistou a Supercopa da França de 2024, ajudando o PSG a ganhar do Monaco por 1x0, acertando a trave logo no início do jogo.
Em 19 de fevereiro de 2025, Doue começou como reserva no jogo de play-off da Liga dos Campeões contra o Brest. Ele marcou um gol e deu uma assistência na vitória de 7–0 para o PSG. Sua importância no elenco do PSG continuou a crescer com atuações impressionantes, incluindo um jogo contra o Lille em 1º de março de 2025, onde ele marcou um gol e deu uma assistência. Em 11 de março de 2025, na segunda partida das oitavas de final da Champions League contra o Liverpool, Doue entrou como substituto de Bradley Barcola. O jovem de 19 anos marcou o pênalti decisivo em Anfield que deu aos parisienses o empate em uma virada na segunda partida após terem perdido a primeira. Em 5 de abril, ele marcou o único gol na vitória por 1 a 0 sobre o Angers, garantindo o 13º título da Ligue 1 do seu clube. Em 9 de abril, Doué marcou o gol de empate na primeira partida das quartas de final da Liga dos Campeões contra o  Aston Villa, de fora da área; o PSG venceu por 3 a 1.
Em 31 de maio de 2025, Doué marcou duas vezes e deu uma assistência na vitória por 5 a 0 sobre a Inter de Milão na final da Liga dos Campeões da UEFA, ganhando o prêmio de Jogador da partida e garantindo seu primeiro título na competição. Além disso, ele se tornou o jogador mais jovem a marcar dois gols na final, aos 19 anos e 362 dias, superando o recorde de Eusébio, de 20 anos e 97 dias, em 1962. Ele também se tornou o mais jovem assistente, ultrapassando o recorde de Jude Bellingham, de 20 anos e 338 dias, da temporada anterior. Ele também se tornou o segundo adolescente a marcar um gol e dar uma assistência em uma final desde Brian Kidd em 1968 e o primeiro jogador com envolvimento em 3 gols em uma final desde Sandro Mazzola em 1964. Devido às suas atuações impressionantes, Doue foi nomeado Jogador Jovem da Temporada da Liga dos Campeões.
No dia 6 de junho, nas quartas de final do Mundial de Clubes FIFA de 2025, Doué marcou o primeiro gol contra o Bayern de Munique, ajudando o PSG a avançar para as semifinais do torneio. Após a final contra o Chelsea, mesmo derrotado, Doué foi eleito o Melhor Jogador Jovem da competição.

#### 2025–26
A temporada iniciou com Doué sendo campeão da Supercopa da UEFA de 2025.

## Seleção Francesa
Doué atua nas categorias de base da Seleção Francesa de Futebol.
Em abril de 2022, foi selecionado pela seleção francesa sub-17 para o Campeonato Europeu de Futebol Sub-17, realizado em Israel. Na primeira partida contra a Polônia, fez dois gols. consolidando-se como titular. A França se classificou para a final após disputa de pênaltis contra Portugal, após empatar em 2-2. A final aconteceu no dia 1º de junho de 2022, contra os Países Baixos, com vitória francesa por 2-1.
Em 5 de outubro de 2023, foi convocado pela primeira vez para a Seleção Francesa de Futebol Sub-21 por Thierry Henry. Doué estreou-se pela seleção em 13 de outubro de 2023, no jogo de qualificação para o Campeonato Europeu de Futebol Sub-21, frente à Bósnia e Herzegovina, onde recebeu dois cartões amarelos e foi expulso antes do apito final. Em 22 de março de 2024, ele marcou dois gols contra a Costa do Marfim, que deu aos Bleuets a vitória por 3-2.
Em 3 de junho de 2024, Thierry Henry o selecionou em uma pré-lista de 25 jogadores para competir nos Jogos Olímpicos de Verão de 2024, em Paris, antes de chamá-lo para a lista final de 18 jogadores em 8 de julho. No dia 30 de julho, ele marcou seu primeiro gol na última partida da fase de grupos contra a Nova Zelândia.
No dia 13 de março de 2025, Doué foi convocado pela primeira vez por Didier Deschamps para o jogo contra a Croácia, pelas quartas de final da Liga das Nações da UEFA. Fez sua estreia contra a mesma seleção no dia 24 de março, convertendo seu pênalti na decisão.
No dia 8 de junho de 2025, na decisão de terceiro lugar da Liga das Nações da UEFA de 2024–25, contra a Alemanha, Doué entrou aos 23 minutos do segundo tempo no lugar de Randal Kolo Muani, ajudando a seleção francesa a conquistar a medalha de bronze.

## Estilo de jogo
A posição natural de Doué é a de médio-ofensivo, mas a sua versatilidade permite-lhe jogar mais recuado no meio-campo, nas alas ou como atacante, dependendo da formação. Um jogador dinâmico de box-to-box com olho para o gol, Doué é conhecido por sua agilidade, aceleração e ritmo supremos, que combinados com sua excelente técnica de drible, chute e passe permitem que ele seja uma potente ameaça ofensiva em uma variedade de situações. Segundo o jornalista Liam Tharme, que analisou o jogador para o The Athletic, a superforça de Doué é o transporte de bola, classificando-se entre os primeiros dois por cento dos meio-campistas centrais nas cinco principais ligas europeias na temporada 2022-2023 em carregamentos progressivos (3,4 por 90) e o primeiro por cento em dribles bem-sucedidos (3,9). A ESPN descreve Doué como "um artista de coração, cheio de truques e habilidades destinadas a abalar os adversários". Apesar de ser utilizado principalmente como jogador de ataque, Doué também tem sido elogiado por sua contribuição defensiva, demonstrada por sua média de mais de três desarmes por jogo na Ligue 1, o que o colocou entre os seis por cento dos melhores meio-campistas da liga.
Por causa de sua criatividade e capacidade atlética, Doué foi comparado ao meio-campista do Real Madrid e ex-jogador juvenil do Rennes, Eduardo Camavinga. O técnico do Rennes, Bruno Génésio, elogiou Doué, chamando o jovem de "já equipado fisicamente" e elogiando-o ainda: "Ele lê muito bem o jogo. Tecnicamente, pé direito e até esquerdo, ele é completo, com bom controle em ambos. Fora de campo ele é um sonho. Fácil, calmo, com uma veia de liderança e ainda pedindo conselhos. Ele é despreocupado e consciencioso em seu trabalho. Ele já é um profissional na cabeça”. O meio-campista Nemanja Matić, que assinou pelo Rennes no verão de 2023, afirmou que Doué tem um grande potencial.
Doué também foi comparado ao ex-jogador do PSG Neymar, principalmente após sua chegada ao clube francês, onde foi citado como herdeiro do brasileiro devido à sua criatividade, talento, habilidade de drible e faro de gol. O técnico do PSG, Luis Enrique, elogiou Doué por sua "habilidade técnica, fisicalidade e personalidade".

## Vida pessoal
Nascido em Angers, País do Loire, França, Doué possui nacionalidades francesa e marfinense. Seu irmão Guéla Doué e seus primos Yann Gboho e Marc-Olivier Doué também são jogadores de futebol profissionais. Seu tio, Noumandiez Desire Doué, é atualmente Chefe de Arbitragem da CAF e instrutor da FIFA, onde aos 44 anos tornou-se o primeiro árbitro marfinense a apitar uma partida da Copa do Mundo da FIFA, no Brasil 2014.
No dia 23 de setembro de 2024, por meio do decreto do Presidente da França, Emmanuel Macron, recebeu a Ordem Nacional do Mérito por sua participação nos Jogos Olímpicos, na classificação de cavaleiro.

## Títulos
Paris Saint-Germain
- Ligue 1: 2024–25[89]
- Copa da França: 2024–25[90]
- Supercopa da França: 2024[91]
- Liga dos Campeões da UEFA: 2024–25[92]
- Supercopa da UEFA: 2025[93]

Seleção Francesa Sub-17
- Campeonato Europeu de Futebol Sub-17: 2022[94]

Seleção Francesa Sub-23
- Jogos Olímpicos de Verão de 2024: Prata[95]

Seleção Francesa
- Liga das Nações da UEFA Bronze: 2024–25[96]

### Prêmios individuais
- Jogador do mês da Ligue 1: março de 2025[97]
- Jogador jovem da temporada da Ligue 1: 2024–25[98]
- Time do ano da Ligue 1: 2024–25[99]
- Jogador jovem da temporada da Liga dos Campeões da UEFA: 2024–25[100]
- Seleção da temporada da Liga dos Campeões da UEFA: 2024–25[101]
- Melhor Jogador Jovem da Copa do Mundo de Clubes da FIFA de 2025[102]

### Pessoal
- Ordem Nacional do Mérito[88]